# Hochstadel
Der Hochstadel ist ein 2681 m ü. A. hoher Berg in den Lienzer Dolomiten auf der Grenze zwischen den österreichischen Bundesländern Tirol und Kärnten. Der Berg wird aufgrund seiner imposanten Erscheinung oft als „König des Oberdrautals“ bezeichnet. Die rund 1300 Meter hohe Nordwand bildet die zweithöchste Felswand Österreichs (nach der Schermberg-Nordwand mit ca. 1400 m) und gehört zu den größten in den Ostalpen.

## Lage und Umgebung
Der Hochstadel erhebt sich gut 2000 Meter über dem Oberdrautal auf Höhe des Kärntner Tors und markiert den östlichen Abschluss der Lienzer Dolomiten. Die mächtige Nordwand des Berges fällt bis zu 1300 Meter ins Frauenbachtal ab, im Süden und Südosten bildet das Tal des Pirkner Baches einen Teil der Umrahmung. Der Gipfelgrat teilt sich im Osten zum Drautal hin und bildet mehrere Kare aus, während er in westlicher Richtung über das Baumgartentörl (2347 m) zum zentralen Teil der Gebirgsgruppe weiterzieht. Ostseitig sind dem Hochstadel die Gipfel Freiung (2409 m), Rudnigkofel (2283 m) und Rosengarten (2202 m) vorgelagert. Ein weiterer Nebengipfel ist der Schneeklammkopf (2642 m) unmittelbar südwestlich des Gipfels. Die nächstgelegenen Stützpunkte bilden das Hochstadelhaus (1780 m) und die Kalserhütte (1800 m) auf der Unholdenalm am Osthang des Berges.

## Geologie und Geomorphologie
Die imposante Nordseite des Hochstadels ist aus norischem Hauptdolomit aufgebaut, der hier tektonisch bedingt, eine größere Mächtigkeit erreicht als in den restlichen Lienzer Dolomiten. Südlich des Gipfelkamms herrschen Gesteine der so genannten Jauken-Folge vor. Dazu gehören vor allem Plattendolomite aus dem Ladinium und die karnischen Cardita-Schichten. Im Bereich des Pirkner Baches treten ebenso mergelige Schichten der Kössener Folge auf.
Morphologisch zeigt der Hochstadel eine gewisse Asymmetrie. Während die Nord- und Nordwestflanke steil und zerklüftet ins Tal abfallen und eine der größten Nordwände der Ostalpen sowie die größte Felswand Österreichs bilden, präsentieren sich Süd- und Ostseite vergleichsweise sanft. Es dominieren Schrofenhänge und Kare (Zabratkar, Garnitzenkar, Badstüblkar), die Waldgrenze liegt reliefbedingt deutlich höher als auf der Nordseite.

## Aufstieg

### Normalwege
Talorte für eine Besteigung sind Lavant, Nikolsdorf und Oberdrauburg. Der einfachste Aufstieg erfolgt von Osten über den Rudnigweg durch das Garnitzenkar und anschließend über den Ostgrat. Als Ausgangspunkt dienen die beiden Hütten auf der Unholdenalm. Diese sind von Unterpirkach (636 m) oder Nikolsdorf (641 m) in jeweils 3 bis 3½ Stunden zu erreichen. Der ebenfalls markierte Anstieg über den Südwestgrat weist ein paar leichte Kletterstellen auf und erfordert Trittsicherheit und Schwindelfreiheit.

### Kletterrouten
Die Hochstadel-Nordwand steht bei Kletterern hoch im Kurs und bietet Routen zwischen dem III. und VI. Schwierigkeitsgrad. Eine Durchsteigung erfordert insbesondere Kondition und Orientierungssinn im felsigen Gelände. Da im Tal gestartet werden muss, beträgt die Gesamtgehzeit mindestens 10 Stunden.
- Nordwand (III) – klassische Route
- Nordwestpfeiler (Nordwestkante) (IV): Erstbegehung durch G. Hecht und R. Szalay 1926, Free-Solo-Winterbesteigung durch Peter Ortner 2012[3][4]
- Erich-Vanis-Gedenkweg (VI+): Erstbegehung durch Hannes Gottschlich und Herbert Nowy  2005[5]